# Selenophanes excisus
Selenophanes excisus är en fjärilsart som beskrevs av Rothschild 1916. Selenophanes excisus ingår i släktet Selenophanes och familjen praktfjärilar. Inga underarter finns listade i Catalogue of Life.